# لوکاس (فیلم)
لوکاس (انگلیسی: Lucas) یک فیلم کمدی-درام و رمانتیک آمریکایی محصول سال ۱۹۸۶ به نویسندگی و کارگردانی دیوید سلتزر با بازی کوری هایم، کری گرین، چارلی شین و کورتنی تورن-اسمیت است.

## بازیگران
- کوری هایم
- کری گرین
- چارلی شین
- کورتنی تورن-اسمیت
- وینونا رایدر
- گای بوید
- جرمی پیون